# Малевич Анатолій Павлович
Малевич Анатолій Павлович (нар. 21 жовтня 1915, с. Бережанці, Україна) — письменник, педагог, краєзнавець, історик, фольклорист.

## Життєпис
Анатолій Павлович Малевич народився 21 жовтня 1915 року в селі Бережанці Лановецького району Тернопільської області України.

Закінчив гімназію в м. Кременці, навчався у Варшавському університеті (Польща). Згодом закінчив філологічний факультет Чернівецького університету (1952). З 1939 року — у школах Кременецького та Лановецького районів, зокрема учитель у с. Лосятині, директор школи в с. Старому Таражі (обидва Кременецького району). У 1944-1945 роках — учасник німецько-радянської війни. У 1945—1947 роках — інспектор Новосільського райвно (нині с. Нове Село Підволочиського району); у 1947—1951 роках — завідувач Микулинецького райвно (нині смт Микулинці Теребовлянського району); у 1951-1952 роках — заступник завідувача Тернопільського облвно, у травні 1952 року звільнений за вказівкою МДБ, згодом — учитель, з 1964 року — завідувач навчальної частини СШ № 2 у м. Збаражі. У 1990-х роках — старший науковий співробітник Збаразького краєзнавчого музею. У 1990-1997 роках — голова Збаразької організації товариства «Просвіта». Володів грецькою, латинською, німецькою, польською, французькою, церковнослов’янською мовами. Почесний член Всеукраїнської спілки краєзнавців (1996), мав звання «Почесний член Всеукраїнської спілки краєзнавців», Всеукраїнського товариства «Просвіта» (1993).

Його перу належать більше тисячі статей і розвідок у періодиці. Його краєзнавчі статті вміщенні в ряді наукових праць і збірників. Так, історичні перекази про Морозенка, Багате озеро ввійшли до збірника „Легенди і перекази України”, що вийшов у видавництві «Наукова думка». В попередні роки районна газета видрукувала серію його матеріалів під рубрикою «Вулицями рідного міста», а також статті про історію населених пунктів району. Писав вірші, казки для дітей. Він автор розділу «Славетні імена» альманаху «Літературна Збаражчина» (про Т. Шевченка, І. Франка, Л. Українку, В. Стефаника).

Підсумком його дослідницької і творчої діяльності стали друковані праці в тодішніх республіканських виданнях «Українська мова і література в школі», «Жовтень», «Радянська освіта», в обласних і районних газетах та в українських наукових журналах за кордоном – «Наша культура» та «Український календар» (Варшава), «Свобода» (США), «Дукля» (Словаччина) та ін.

Недописаним лишився рукопис книжки «Лікарі Збаражчини», плід копіткої праці останнього року життя. Частина матеріалів була видрукувана в районному часописі «Вісник історії краю».
Останній акорд його тернистого життя, де він був присутній, — це святкування урочин І. Я. Франка в Збаражі біля пам’ятника Каменяреві.
Помер 9 червня 1997 р. у м. Збараж. 

## Твори
Анатолій Павлович — автор численних нарисів, статей із краєзнавства в українських та зарубіжних виданнях. З-під його пера вийшли путівники: 
- «Збараж» (1984) [Архівовано 28 липня 2019 у Wayback Machine.]
- «Збаразький замок» (1988) [Архівовано 28 серпня 2019 у Wayback Machine.]
- «Вишнівець» (1989) [Архівовано 28 серпня 2019 у Wayback Machine.]

Книжки:
- «Дмитро Вишнівецький (Байда)» (1990) [Архівовано 28 липня 2019 у Wayback Machine.]
- «Неопалима купина» (1991) [Архівовано 28 липня 2019 у Wayback Machine.]
- «Морозенко» (1992) [Архівовано 28 липня 2019 у Wayback Machine.]
- «Просвіта на Збаражчині» (1995) [Архівовано 28 серпня 2019 у Wayback Machine.]
- «Літопис землі Збаразької: в датах, подіях, фактах і особах» (1996) [Архівовано 28 липня 2019 у Wayback Machine.] та ін.

Зібрав і записав 30 альбомів народних пісень, переказів, легенд, казок, приказок, звичаїв, зокрема про Н. Морозенка, опублікував у збірниках:
- «Легенди та перекази» (1985)
- «Євшан-зілля: легенди та перекази Поділля»
- «Лицарі волі» (обидві — 1992)
- «Казки Західного Поділля» (1994) та ін.
- В альманасі «Літературна Збаражчина» (1998) — автор розділу «Славні імена»
- Працював над книгою «Лікарі Збаражчини»